# Проффесор

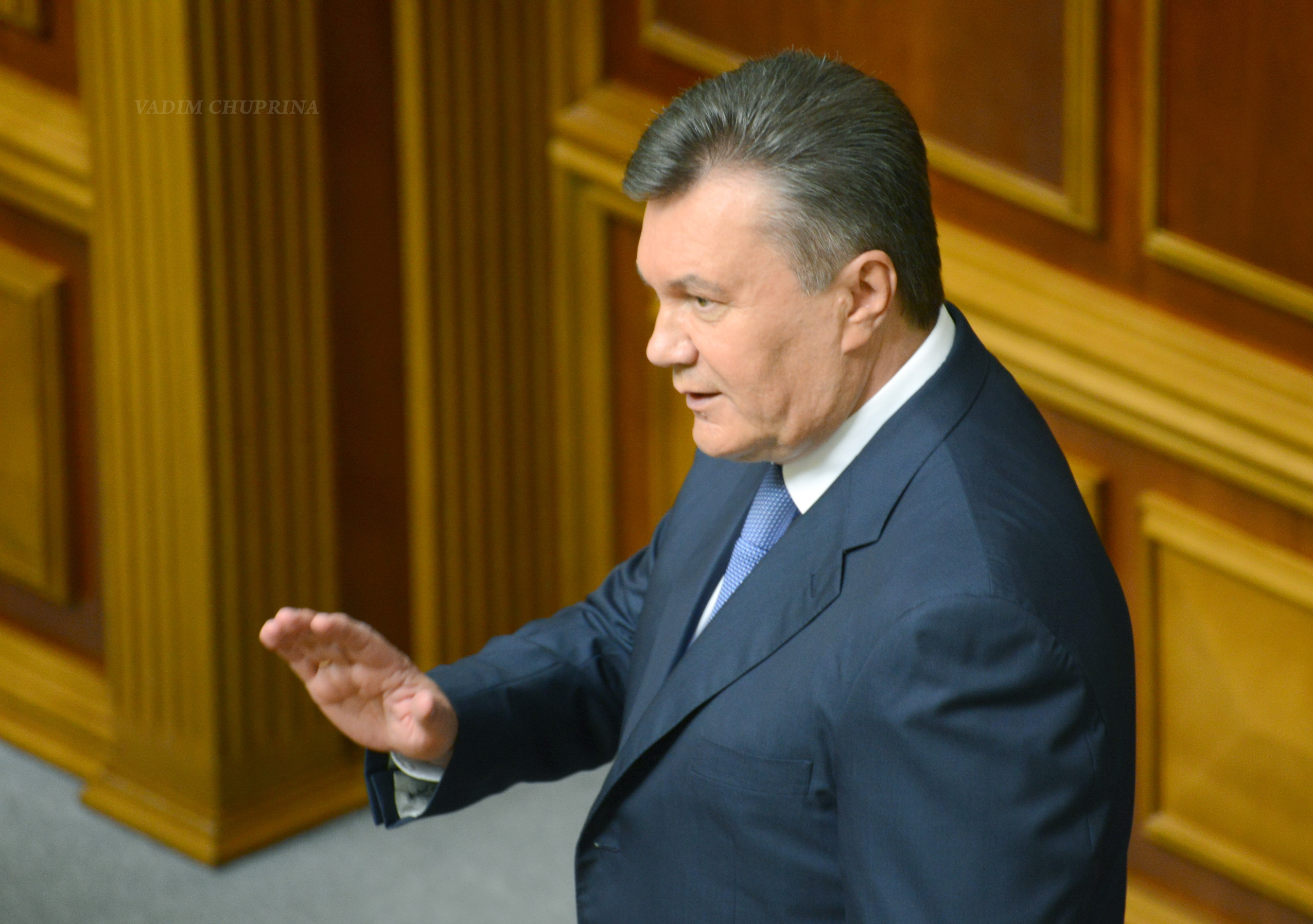
Янукович у травні 2013-го

Проффе́сор — інтернет-мем, відома помилка Віктора Януковича в анкеті кандидата на посаду президента України, де, крім неправильного написання звання "професор", він припустився кількох інших граматичних та орфографічних помилок. Загалом, у анкеті на 90 слів він зробив 12 помилок. Слово «проффесор» набуло широкого розголосу під час Помаранчевої революції, ставши неофіційним прізвиськом Януковича та об'єктом численних глузувань і висміювання в пресі та інтернеті. Великої популярності також набув сатиричний серіал «Операція Проффесор» анімаційної студії «Веселі яйця», де головним героєм виступав саме Янукович.
Відтоді слово набуло нового значення, яким позначали безграмотність не тільки Януковича, а й інших. На думку деяких, слово «проффесор» також стало символом того, «як шляхом шахрайства, підкупу чи використання службового становища можна заволодіти незаслуженими званнями, титулами чи липовими кваліфікаціями». У публікаціях української преси термін «проффесор» зокрема використовувався і стосовно Романа Зварича та нез'ясованих сторінок його біографії, а саме претензій на неіснуюче вчене звання в Америці.
Мовні помилки, географічні та історичні ляпсуси політиків не є унікальним для Януковича чи України явищем. Іншим часто висміюваним політиком із багатьма логічними й мовними помилками є Джордж Буш. Особлива манера висловлювання колишнього президента США та його численні помилки отримали назву «бушизм» і є об'єктом глузування та висміювання в пресі та на телебаченні по всьому світі, в тому числі і в Україні.